# Saurius (Familie)
Die Familie Saurius wurde erstmals 1587 als „Saurius zur Hardts Erben“ erwähnt. 1594 waren die „Saurius Erben auf der Hardt“ zu Diensten verpflichtet wegen ihrer Güter auf der Harth, zu Neunkirchen-Rossenberg (untergegangen), zu Pinnen (Neunkirchen-Pinn) und zu Much-Schmerbach.
Gerhard Saur d. Ä., wahrscheinlich einer dieser „Erben“, war Schultheiß von Dattenfeld und ab 1582 auch Landbote. Er starb 1620. Er hatte nachweislich zwei Söhne:
1. Johann wurde ebenfalls Schultheiß von Dattenfeld und starb 1632 an der Pest.
2. Wilhelm zog um 1620 nach Much-Benrath.
3. Gerhard war dann vermutlich, aber ohne Geburtseintrag, Gerhard Saur d. J., der bei einem der Nachkommen als Pate und Schultheiß von Ruppichteroth erwähnt wird. Gerhard Saur wohnte in Ruppichteroth-Harth und war von 1625 bis 1658 Schultheiß der Gemeinde. Außer dem Gut zur Harth hatte er ein Gut zu Ober-Kesselscheid und war Mitbesitzer der Schmelzhütte Zum Isenstein (alle Ruppichteroth).
  1. Seine Tochter war mit Heinrich Becker, dem Schultheißen von Herchen verheiratet.
  2. Sein Sohn Arnold Saur sen. (* etwa 1600, † 1670) wurde um 1660 Schultheiß von Ruppichteroth. Er war mit Elisabeth Griefrath verheiratet. Kinder der beiden waren:
    1. Gerhard Saur, wohnhaft zu Waldbröl-Romberg, Gerichtsschreiber des Amtes Windeck
    2. Anna Catharina, verheiratete Sieberz
    3. Johann Heinrich Saur, 1670–1713 Schultheiß in Ruppichteroth
    4. Johann Adolph Saur, 1675–1705 Schultheiß in Much, verheiratet mit Elisabeth Myrrhen. Er kaufte 1684 Burg Overbach und war 1694 bis 1700 Verwalter des Amtes Windeck.
    5. Johann Wilhelm Saur, † 1695 Harth, verheiratet mit Gudula Scherer. Er war 1683 Schichtmeister auf der Harth. Sein Sohn Adolph Wilhelm heiratete 1698 eine Christine Albertz (Olbertz) aus Wingenbach und wird ab 1698 oft als Magister des Berg- und Hüttenwesens genannt.
    6. Johann Saur, 1655–1672 war Gerichtsschreiber des Amtes Blankenberg
    7. Gertrud Saur, verheiratet mit Wilhelm Bungs
    8. Arnold Saur jun., verheiratet mit Anna Margaretha Neßhoven.

Nachkommen des Johann Heinrich Saur (3./2./3.) waren:
- Philipp Arnold Saur, kurfürstlich-kölnischer Fiskal
- Johann Wilhelm Saur, 1713–1716 Schultheiß zu Ruppichteroth
- Johann Heinrich Saur, Kirchenprovisor und Schöffe zu Kesselscheid